# Alesheim
Alesheim là một đô thị ở huyện Weißenburg-Gunzenhausen, bang Bayern, Đức.